# 双硫腙
双硫腙或二硫腙（英語：Dithizone，DTZ），又称二苯硫腙（Diphenylthiocarbazone）等。是一种含硫有机化合物。其作为有机配体，可以与铅、铊、汞、镉等多种金属离子结合。其在分析化学中是一种重要的金属离子分析试剂，双硫腙分光光度法就是一种有几十年历史的经典金属离子分析方法，在水质分析、食品检测、医学检测等领域均有广泛运用。
| 金属离子X          | 配合物颜色 | 配合物结构 |
| ------------------ | ---------- | ---------- |
| Fe, Mn, Cu, Co, Ni | 紫色       |            |
| Bi, Sn, Cd, Zn, Pb | 红色       |            |
| Ag, Hg             | 黄色       |            |

双硫腙可以通过苯肼与二硫化碳反应，再用氢氧化钾处理得到。
双硫腙用于评估移植到1型糖尿病患者体内的人类胰岛制剂的纯度。双硫腙会与胰島B細胞中的锌离子结合将胰岛染成红色。而存在于胰島B細胞之外的制剂不会和二硫腙结合所以不会被染色，由此达到评估效果。

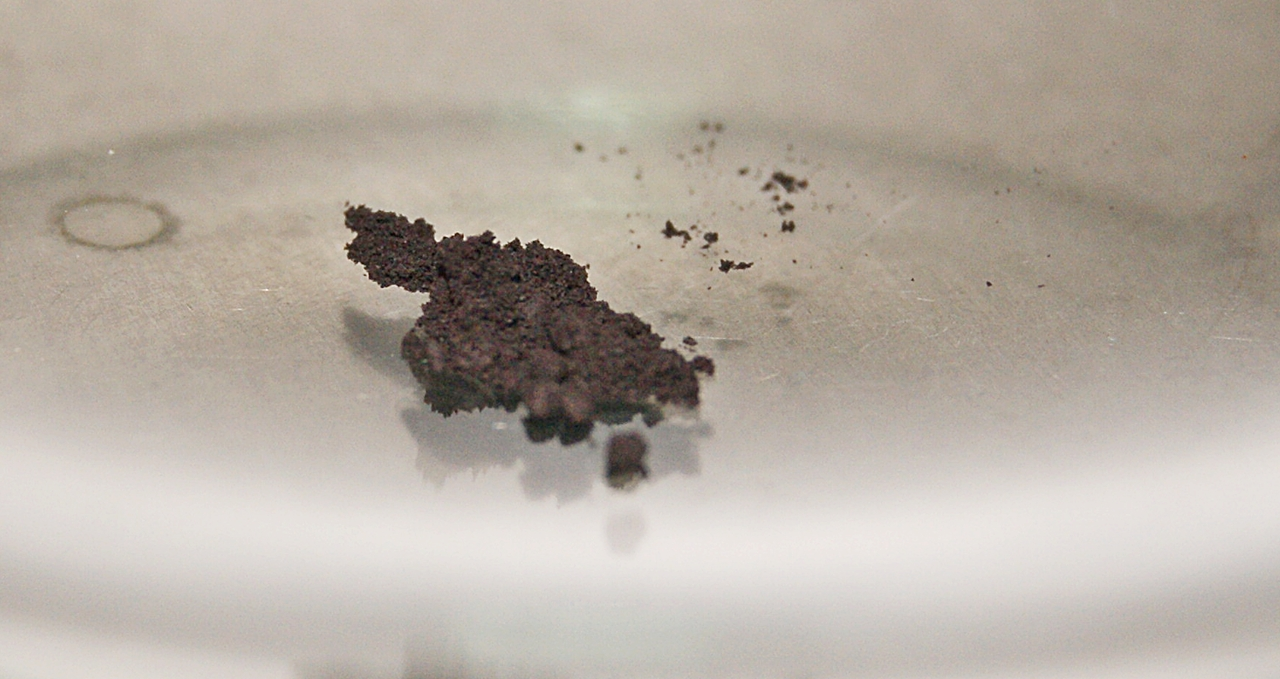
双硫腙
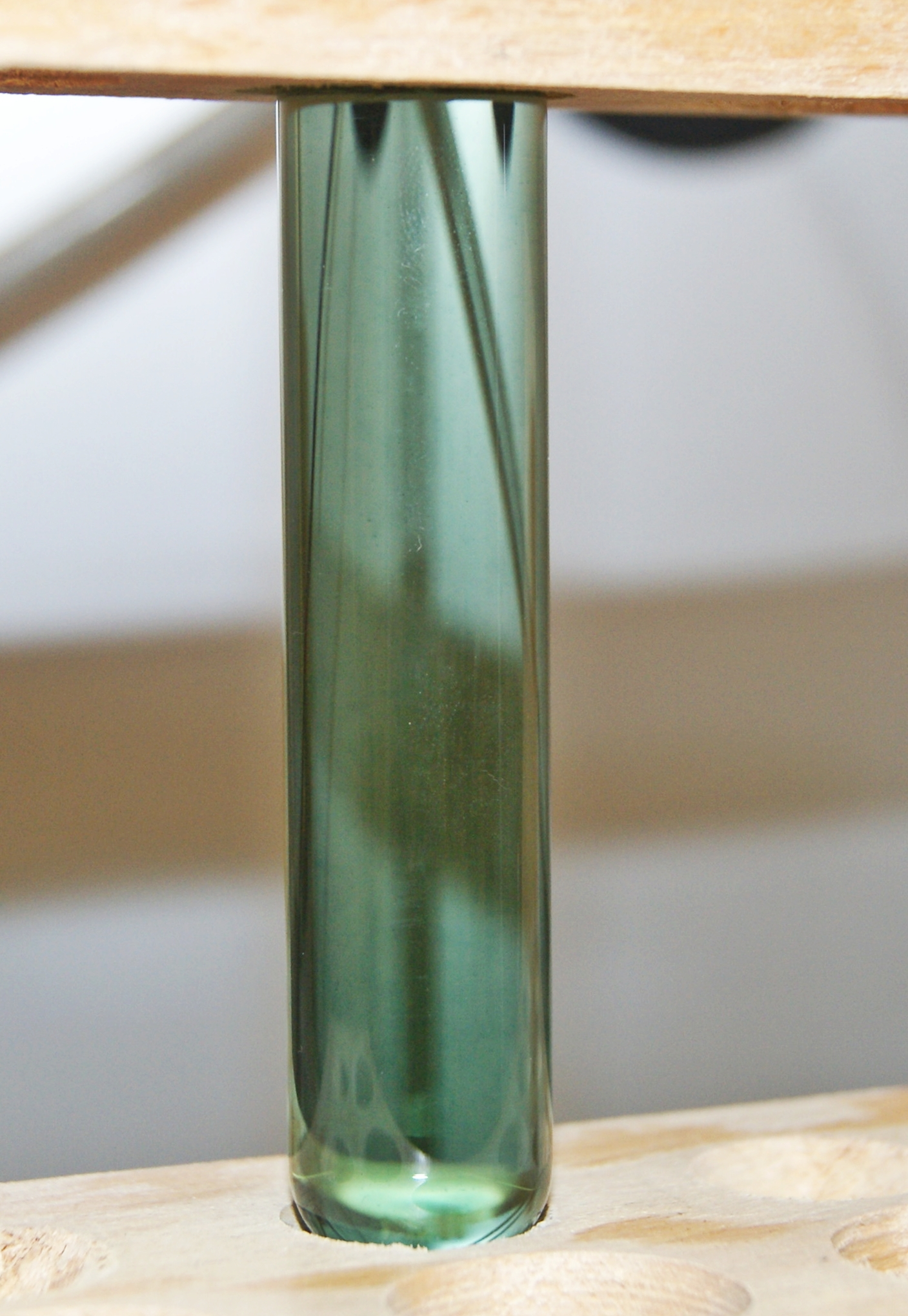
双硫腙在96%乙醇中溶解效果